# Langues en Pologne
La langue officielle de la Pologne est le polonais qui est parlé nativement par 95 % de la population, ce qui fait de la Pologne l’un des pays les plus homogènes linguistiquement d’Europe.

## Dialectes

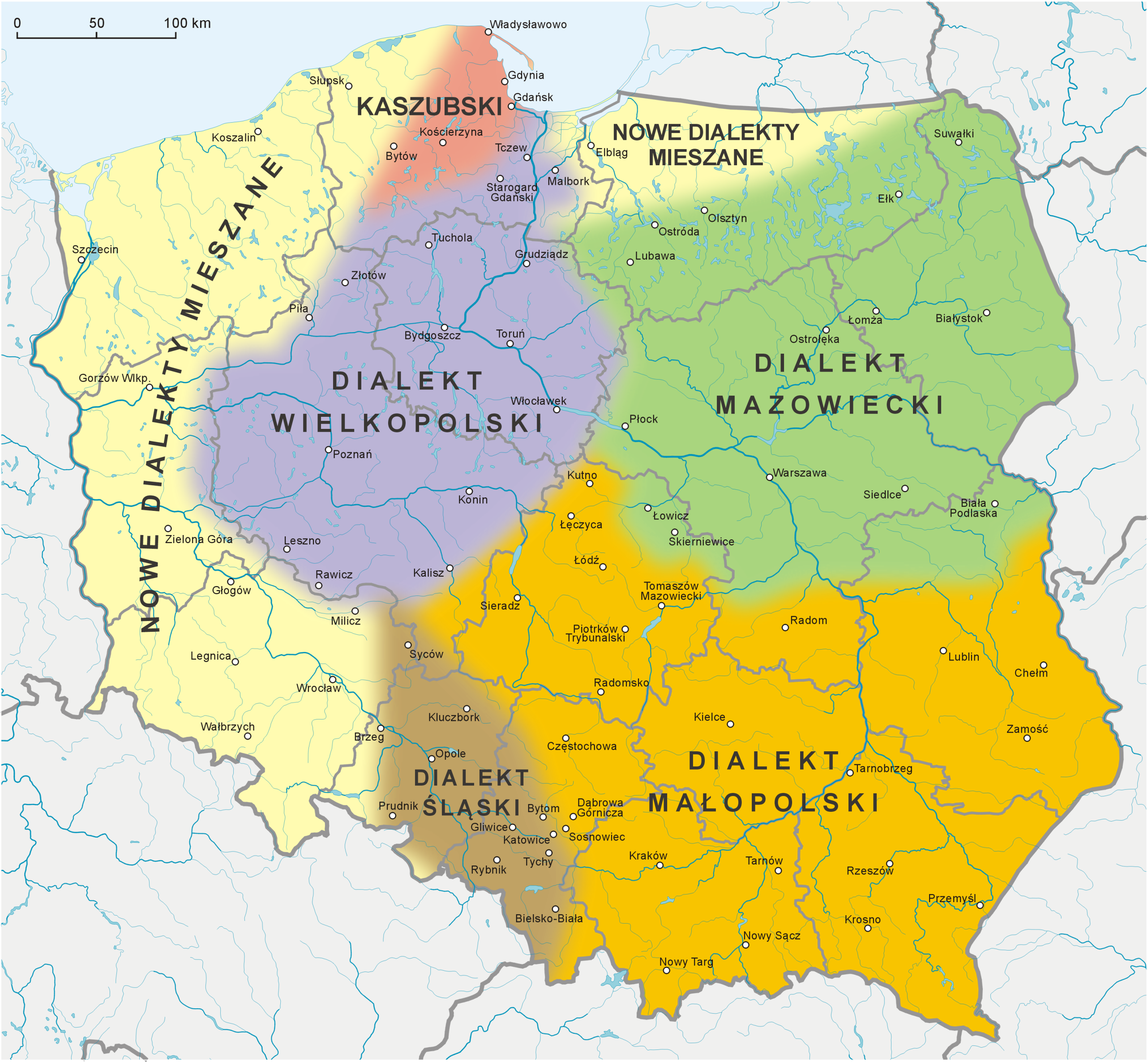
Aires de répartitions des principaux dialectes polonais en Pologne, de nos jours.

À notre époque, les différences dialectales en Pologne ont diminué en degré et en importance au moins depuis la fin de la Seconde Guerre mondiale. Il est maintenant plus juste de parler d’accents du polonais standard avec quelques mots locaux plutôt que de variantes locales réellement distinctes.
Le polonais a traditionnellement été décrit comme étant composé de quatre ou cinq dialectes régionaux principaux :
- le grand polonais, parlé dans l'ouest (Grande-Pologne et Cujavie) ;
- le petit polonais, parlé dans le sud et le sud-est du pays (Petite-Pologne) ;
- le mazovien, parlé dans les parties centrale et orientale du pays (Mazovie, Podlachie, Mazurie) ;
- le silésien, parlé dans le sud-ouest (également considéré comme une langue distincte).

À ces dialectes traditionnels s'ajoutent également : 
- Les nouveaux dialectes mixtes (en polonais : nowe dialekty mieszane) sont un groupe de dialectes consécutifs de la langue polonaise, presque identiques à la forme littéraire du polonais standard. Ils sont présents dans l'ouest et le nord de la Pologne, à l'emplacement des anciens « territoires recouvrés », c'est-à-dire majoritairement germanophones avant la guerre, et repeuplés par des populations aux dialectes divers, dont les particularités se sont donc mutuellement annulées[4] ;
- le dialecte des Gorales, population de montagnards des Carpates, qui présente des traits empruntés à la langue des bergers valaques[5] ;
- le dialecte de Poznań, parlé dans toute la voïvodie de Grande-Pologne, qui présente des influences allemandes notables.

Cependant, la linguistique polonaise se caractérise par un très fort prescriptivisme, poussant les locuteurs du polonais vers une uniformité et un normativisme linguistiques importants.

## Langues minoritaires
Le yiddish, qui était la seconde langue parlée en Pologne avec plus de 5 millions de locuteurs avant 1939, a presque disparu en Pologne avec l’extermination des Juifs polonais entre 1939 et 1945. Le yiddish était encore parlé par 300 000 personnes en 1946, mais il déclina très rapidement par la suite avec une forte émigration vers Israël et les Amériques (États-Unis, Canada). De nos jours, le yiddish est parlé ou compris par moins de 20 000 personnes en Pologne.
L’ukrainien et le biélorusse sont deux langues slaves qui furent importantes en Pologne. Depuis 1945, de petits groupes subsistent dans l’est du pays. Le sorabe, langue Slave parlée dans l'est de l'Allemagne, est parlée au sud-Ouest de la Pologne par environ 10 000 personnes.

### Langues minoritaires reconnues
Conformément à la « Loi du 6 janvier 2005 sur les minorités nationales et ethniques et sur les langues régionales », 16 langues ont été reconnues comme langues minoritaires ; 1 langue régionale, 10 langues appartenant à 9 minorités nationales (minorités d'un autre État souverain) et 5 langues appartenant à 4 minorités ethniques (minorités n'appartenant pas à un autre État souverain). Les minorités juive et rom ont chacune deux langues minoritaires reconnues.

#### Langues minoritaires «nationales»
- arménien (voir aussi : Arméniens de Pologne) ;
- biélorusse ;
- tchèque ;
- allemand ;
- yiddish ;
- hébreu ;
- lituanien ;
- russe ;
- slovaque ;
- ukrainien.

#### Langues des minorités ethniques
- Karaïm ;
- Rusyn, appelé Lemko en Pologne (polonais : « Łemkowski ») ;
- Deux langues romani sont officiellement reconnues : le Polska Roma (en) et le Bergitka Roma (en) ;
- Tatar.

La reconnaissance officielle donne aux représentants de la minorité, sous certaines conditions, le droit à l'éducation dans leur langue, à l'établissement de leur langue comme langue administrative secondaire ou langue d'assistance dans leur municipalité, à un soutien financier pour la promotion de leur langue et de leur culture, etc.

#### Langues régionales
- Le cachoube.

#### Communes officiellement bilingues
Le statut bilingue des gminas (communes) de Pologne est régi par la loi du 6 janvier 2005 sur les minorités nationales et ethniques et sur les langues régionales, qui permet à certaines gminas abritant d'importantes minorités linguistiques d'introduire une deuxième langue auxiliaire à utiliser dans les contextes officiels aux côtés du polonais. À date, 44 gminas ont fait ce choix : 
- Biélorusse (27)
- Allemand (359)
- Cachoube (827)
- Lituanien (30)
- Rusyn (9)

#### Langues minoritaires non reconnues
- Le silésien ;
- Le wilamowicien est une langue germanique occidentale menacée, peu de locuteurs. Originaire de Wilamowice, dans la voïvodie de Silésie, elle était pratiquement inconnue lors de l'élaboration de la loi susmentionnée, contrairement au karaïm, également menacé ;
- L'haltsnovien (en) est un dialecte de l'allemand, parlé dans l'ancien village de Hałcnów, aujourd'hui un district de Bielsko-Biała, dans la voïvodie de Silésie. Il est aujourd'hui pratiquement éteint.

## Langues étrangères les plus étudiées
Les langues étrangères les plus étudiées en 2011-2012 sont dans l'ordre l'anglais, l'allemand, le russe et le français, bien que l'espagnol soit devant le français dans le supérieur.
De nombreux Polonais qui parlent ou comprennent le russe ne l’indiquent pas dans les recensements ou les sondages, par nationalisme ou du fait de l’histoire très difficile entre la Pologne et la fédération de Russie.
Le russe fut la première langue étrangère obligatoire et elle était enseignée dès l'école primaire de 1947 à 1989. Généralement, les Polonais devraient donc maîtriser la langue à des degrés divers, surtout ceux qui furent scolarisés avant 1989. Les bas taux de personnes qui déclarent parler le russe dans les divers sondages et statistiques sont donc loin de représenter la réalité.
En revanche, pour l’allemand, la page semble tournée pour ce qui concerne l’histoire très difficile et douloureuse entre les deux pays, malgré les destructions et surtout les morts de la seconde guerre mondiale, et même avec le passé très difficiles des régions Polonaises qui furent sous le joug de l’empire Austro-Hongrois avant 1919. De nos jours, l’allemand devance très largement le français et talonne même le russe. Avant 1939, le français était la première langue étudiée devant l’allemand et l’anglais.
Les langues étrangères les plus étudiées en pourcentage d’élèves qui les apprennent dans l’enseignement secondaire inférieur (CITE 2) en 2009-2010 sont les suivantes,:
| Rang |
| ---- |
| 1    |
| 2    |
| 3    |
| 4    |
| -    |

| Langue   | %      |
| -------- | ------ |
| Anglais  | 84,9 % |
| Allemand | 38,4 % |
| Russe    | 3,6 %  |
| Français | 1,7 %  |
| Espagnol | 0,4 %  |

Les langues étrangères les plus étudiées en pourcentage d’élèves qui les apprennent dans l’enseignement secondaire supérieur (CITE 3) d’orientation générale et préprofessionnelle/professionnelle en 2009-2010 sont les suivantes :
| Rang |
| ---- |
| 1    |
| 2    |
| 3    |
| 4    |
| -    |

| Langue   | %      |
| -------- | ------ |
| Anglais  | 86,4 % |
| Allemand | 57,5 % |
| Russe    | 10,6 % |
| Français | 6,3 %  |
| Espagnol | 1,0 %  |

Les pourcentages d’élèves étudiant l’anglais, le français, l’allemand, l’espagnol ou le russe dans l’enseignement secondaire supérieur (niveau CITE 3) d’orientation générale en 2009-2010 sont les suivants:
| Rang |
| ---- |
| -    |
| -    |
| -    |
| -    |
| -    |

| Langue   | %      |
| -------- | ------ |
| Anglais  | 92,4 % |
| Allemand | 52,4 % |
| Russe    | 9,4 %  |
| Français | 8,6 %  |
| Espagnol | 1,8 %  |

Les pourcentages d’élèves étudiant l’anglais, le français, l’allemand, l’espagnol ou le russe dans l’enseignement secondaire supérieur (niveau CITE 3) d’orientation préprofessionnelle/professionnelle en 2009-2010 sont les suivants:
| Rang |
| ---- |
| -    |
| -    |
| -    |
| -    |
| -    |

| Langue   | %      |
| -------- | ------ |
| Anglais  | 79,8 % |
| Allemand | 63,0 % |
| Russe    | 11,9 % |
| Français | 3,7 %  |
| Espagnol | 0,1 %  |

Des études publiées par l'Eurobaromètre et menées en 2012 ont montré que 33 %, 19 % et 18 % des Polonais déclaraient pouvoir tenir une conversation en anglais, allemand et russe, respectivement. En 2015, environ 32 % des citoyens polonais déclaraient connaître la langue anglaise, selon le Centre de recherche sur l'opinion publique (en). Cependant, d'autres enquêtes montrent que plus de 50 % des Polonais peuvent parler anglais. Une autre étude montre que 89 % des étudiants polonais apprennent et/ou parlent anglais.

## Langues issues de l'immigration
Les communautés immigrées parlent parfois encore leur langue. Signalons notamment :
- les Ukrainiens, qui parlent russe ou ukrainien ;
- les Vietnamiens, qui parlent vietnamien ;
- les Géorgiens, qui parlent géorgien ;

etc.